# Comté de Moultrie
Le comté de Moultrie est un comté situé dans l'État de l'Illinois, aux États-Unis. En 2000, sa population est de 14 287 habitants. Son siège est Sullivan.